# Lupe Fiasco
Lupe Fiasco, de son vrai nom Wasalu Muhammad Jaco, né le 16 février 1982 à Chicago, dans l'Illinois, est un rappeur et entrepreneur américain. Il se popularise en 2006 grâce au succès de son premier album, Lupe Fiasco's Food and Liquor. Il est également chanteur du groupe rock Japanese Cartoon sous son vrai nom. Comme entrepreneur, Fiasco est CEO de 1st & 15th Entertainment.
Élevé à Chicago, Jaco développe son intérêt dans le hip-hop bien qu'il n'adhérait pas aux thèmes vulgaires et misogyne du genre. Après avoir adopté le nom de Lupe Fiasco et enregistré des chansons dans la cave de son père, Fiasco, à cette période âgé de 19 ans, se joint à un groupe appelé Da Pak. Le groupe se sépare peu après sa formation, et Fiasco rencontre peu de temps après le rappeur Jay-Z qui l'aide à signer au label Atlantic Records. En septembre 2006, Fiasco publie son premier album Lupe Fiasco's Food and Liquor au label, qui est nommé pour trois Grammy. Il publie son deuxième album, Lupe Fiasco's the Cool, en décembre 2007. Le single principal, Superstar devient son premier hit classé au Billboard Hot 100. Après deux ans d'attente, l'album Lasers est publié en mars 2011 et accueilli d'une manière mitigée. Cependant, il devient son premier album à atteindre la première place du Billboard 200. Son dernier album, Tetsuo and Youth, est publié en janvier 2015.
Hormis la musique, Fiasco se consacre également à d'autres domaines, comme la mode. Il conçoit deux marques de vêtements, Righteous Kung-Fu et Trilly and Truly ; il conçoit également des baskets pour Reebok. Il s'implique en parallèle dans des œuvres caritatives, comme l'expédition Summit on the Summit, et fait un don en 2010 pour les victimes du séisme à Haïti.

## Biographie

### Jeunesse (1982–1999)
Fiasco est né Wasalu Muhammad Jaco le 16 février 1982 à Chicago, dans l'Illinois,. De racines ouest-africaines, il est l'un des neuf enfants de Shirley, chef gourmet, et Gregory, ingénieur,. Son père, membre de la Black Panther Party, était un batteur, professeur de karaté, ingénieur, et propriétaire d'écoles de karaté,,. Résidant à Madison Terrace, Fiasco se convertit à l'Islam,. À trois ans, Fiasco prenait déjà des cours d'arts martiaux. Ses parents divorcent alors qu'il est âgé de 5 ans, et part vivre avec sa mère, bien que son père reste une part importante de sa vie. Il décrit le rôle que son père endosse dans la famille : « Après l'école, mon père nous faisait faire différentes choses - un jour, on écoutait du N.W.A, le lendemain du Ravi Shankar, le surlendemain il nous apprenait à utiliser un AK-47, on prenait des cours de karaté, puis on était à Chinatown... »
Pendant sa période en classe de sixième, il part vivre chez son père à Harvey. Son père vivait à côté d'une fumerie de crack et apprenait à Fiasco à utiliser une arme afin de se défendre des toxicomanes. Malgré une éducation chaotique, Fiasco explique avoir eu une belle enfance. Adolescent, Fiasco participe aux compétitions de l'United States Academic Decathlon. À l'origine, Fiasco n'adhère pas à la musique hip-hop à cause de sa vulgarité, et préfère le jazz ; il préférait écouter en particulier Benny Goodman,. Incapable de jouer d'un instrument, il apprend la poésie et s'intéresse à l'aspect lyrique du genre musical.
Il se lance dans le rap en classe de quatrième après avoir écouté l'album It Was Written de Nas, publié en 1996. Pendant ses études à la Thornton Township High School, Fiasco rencontre Bishop G. Les deux, qui partagent un même intérêt musical, se lient d'amitié. Le père de Fiasco l'autorise lui et Bishop à composer des mixtapes dans sa cave, et les deux gagnent une certaine notoriété dans leur lycée. Au début de sa carrière, il emprunte les noms de scène Little Lu et Lu tha Underdog. En grandissant, Fiasco est surnommé Lu par sa mère. « Lupe » est un surnom donné par un ami au lycée. « Fiasco » fait référence au titre Firm Fiasco du groupe The Firm ; le rappeur « aimait la façon dont c'était écrit. » Il explique également, concernant son nom, « on sait que les rappeurs ont des noms comme MC Terrorist — genre ils 'terrorisent' les autres rappeurs ? je savais que fiasco était synonyme de foutoir ou un truc comme ça, mais je n'ai jamais imaginé que le type qui s'appellerait Fiasco serait le foutoir... »

### Débuts (2000–2005)

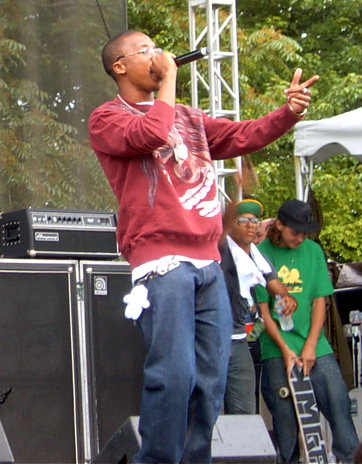
Lupe Fiasco sur scène à l'Intonation Music Festival, en 2006.

À 17 ans, Fiasco se lance dans la création musicale en tant qu'artiste solo dans la cave de son père, bien que ses parents ne voulaient pas qu'il soit rappeur. Il survole les marchés aux puces et autres magasins de seconde main, et parvient à trouver une table de mixage, un phonographe, des vinyles, et un microphone. À 19 ans, Fiasco se joint à un groupe appelé Da Pak, influencé par des rappeurs de gangsta rap comme Spice 1 et Ice Cube. Da Pak signe au label Epic Records et publie un single avant de se séparer. Fiasco décrit par la suite cette expérience selon ses termes : « On a fait une chanson sur la cocaïne, les flingues et les femmes, puis une fois que j'allais en magasin et que je regardais le titre je me disais, 'Qu'est ce qui t'a pris ?' Je me sentais hypocrite. J'agissais comme un rappeur qui ne sera jamais jugé, et je devais le foutre en l'air. Parce que ce que dit Lupe Fiasco au micro reviendra à Wasalu Jaco. Quand la musique s'arrête, tu dois rentrer chez toi et vivre avec. »
Après s'être détourné du gangsta rap, il se focalise sur des paroles inspirées de Jay-Z et Nas. Sa mère lui donne un album du groupe The Watts Prophets, l'un des premiers groupes à pratiquer le spoken word. Bien que seul dans un premier temps, Fiasco continue à composer. L'un de ses premiers titres publiés s'intitule Could Have Been, qui décrit ce qu'il aurait choisi de faire dans la vie s'il n'avait pas été rappeur. Il perçoit cette chanson comme un point culminant de sa carrière qui marque un changement drastique de sa musique. Could Have Been est publiée comme démo et découverte par MTV bien qu'aucune vidéo n'ait été réalisée.
Fiasco signe un contrat avec le label Arista Records, mais est renvoyé en même temps que le CEO du label L.A. Reid. À ses premiers temps chez Arista, il rencontre Jay-Z, à cette période président de Def Jam Recordings. Jay-Z le décrit comme « une bouffée d'air frais », expliquant qu'il le ressemblait à son âge. Jay-Z l'aide par la suite à signer avec le label Atlantic Records.
Il remixe la chanson de Kanye West Diamonds from Sierra Leone, sous le titre Conflict Diamonds. Avec ce remix, Fiasco souhaitait faire prendre conscience au public de l'existence des diamants de conflits. Cela attire l'attention de West, qui demande à Fiasco de participer à sa chanson Touch the Sky extraite de son album Late Registration. La chanson, qui reprend Move on Up de Curtis Mayfield, devient un succès et est classé 42e au Billboard Hot 100. Après ce succès, le premier single de Fiasco, Kick, Push, devait sortir plus tôt. La chanson parle d'un couple partageant une même passion pour le skateboard, un sujet qui n'est généralement pas abordé dans le hip-hop. Fiasco explique que « le thème du skateboard est aussi profond que celui du hip-hop. Je suis pas un grand skateboardeur, mais je suis un sacré grand rappeur, alors j'ai fait une grande chanson sur le skate. » Le single, et sa vidéo, aident Fiasco à se populariser dans la scène du hip-hop, puis est nommé pour deux Grammys,.

### Lupe Fiasco's Food & LiquoretThe Cool(2006–2008)
Jay-Z l'assiste dans la production de ce qui deviendra son premier album, Lupe Fiasco's Food & Liquor. Le titre fait référence aux magasins Food and Liquor de Chicago. Il explique, « Ce magasin a tout ce dont on a besoin... La nourriture (Food), pour moi, représente la croissance et la progression. Si tu manges, tu gagnes des forces. Tu en as besoin pour vivre. L'alcool (Liquor) n'est pas utile ; c'est plus une envie. Ca te détruit. Ca te rabaisse. Je comprends pourquoi c'est proscrit dans l'Islam... J'ai toujours pensé que l'alcool représentait le mal, la nourriture le bien, et chacun se compose d'un peu des deux. » Lupe Fiasco's Food & Liquor est officiellement publié le 19 septembre 2006. L'album est produit par Jay-Z, Kanye West, Mike Shinoda, The Neptunes, et Prolyfic, entre autres. L'album contient les singles Kick, Push, I Gotcha et Daydreamin' en featuring avec Jill Scott. Très bien accueilli, l'album est nommé pour trois Grammys, dont un dans la catégorie de « meilleur album rap ». Fiasco remporte un Grammy dans la catégorie « meilleure performance urban/alternative » pour Daydreamin'. La même année, il est voté par le magazine GQ comme Breakout Man of the Year. Il est également nommé quatre fois du BET Hip Hop Award, atteint la 8e place du Billboard 200, ainsi que la 2e des Billboard Top R&B/Hip-Hop Albums.
Il apparaît dans Les frères Scott en 2006 dans le quatrième épisode de la saison 4 "Quand tout bascule" en tant qu'invité. 
En 2007, Fiasco annonce son deuxième album, Lupe Fiasco's the Cool, un album concept qui continue l'histoire de son premier album. Pendant l'enregistrement de l'album, le père de Fiasco décède d'un diabète de type 2,. Cet événement affecte significativement Fiasco et ses thèmes qu'il abordera dans le futur. L'album est publié en décembre 2007 aux États-Unis ; le premier single de l'album, Superstar en featuring avec Matthew Santosest publié la première semaine de novembre 2007. Lupe Fiasco's The Cool, un album concept qui reprend les thèmes récurrents de Food & Liquor, parle d'un « petit braqueur qui meurt puis revient à la vie, seulement pour se faire détrousser par deux gamins avec la même arme qui l'a tué. » Pour l'album, Fiasco décide de ne pas collaborer avec des producteurs de renom car « trop chers », et incertain du succès que cela peut apporter, citant sa collaboration avec Pharrell, I Gotcha.

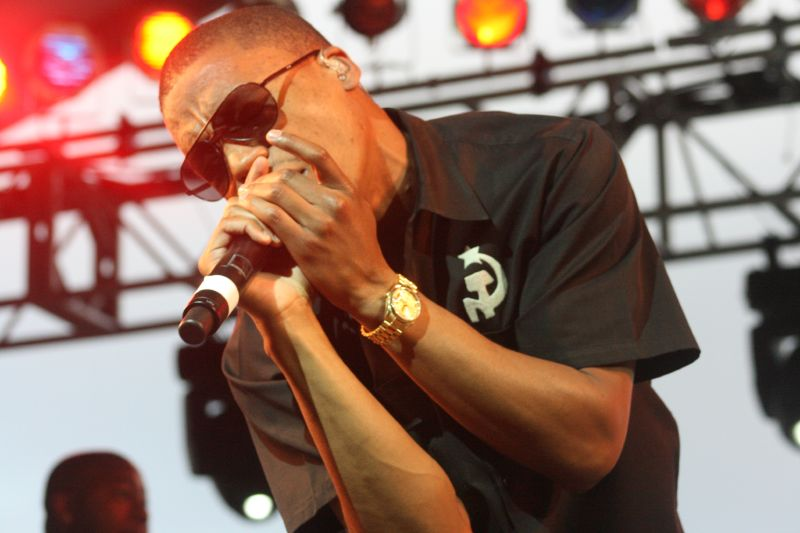
Fiasco à Commerce City, dans le Colorado le 19 juillet 2008.

Lupe Fiasco's The Cool est très bien accueilli par la presse spécialisée, considéré comme « l'un des meilleurs albums hip-hop de l'année » par The New York Times. Superstar, qui parle de sa montée en popularité, est publié comme le premier single de l'album, et atteint la 10e place du Billboard Hot 100,. les joueurs de baseball Hanley Ramírez, Troy Tulowitzki, Ryan Zimmerman, Gerald Laird et Ryan Braun utilisaient la chanson Superstar pendant leurs matches. Le deuxième single de l'album s'intitule Paris, Tokyo – qui parle des tournées internationales effectuées par Fiasco pour la promotion de ses deux premiers albums. Entretemps, en 2007, Fiasco, Kanye West et Pharrell Williams forment un groupe du nom de Child Rebel Soldier,. CRS publie un premier single intitulé US Placers. Lors d'un entretien avec The Village Voice, Fiasco révèle une nouvelle chanson intitulée Reflections of a Window Washer. En 2008, Fiasco et son groupe 1500 or Nothin se joignent à la tournée Glow in the Dark Tour de Kanye West aux côtés de Rihanna et N.E.R.D. La tournée fait escale dans plusieurs villes, comme sa ville natale Chicago. En 2008, MTV nomme Fiasco 7e Hottest MC in the Game et annonce un remix de The Cool aux côtés du groupe français d'electro house Justice.

### Lasers(2009–2011)
Durant une performance en Nouvelle-Zélande en février 2010, Fiasco joue un nouveau titre, We Are Lasers.  Il annonce ensuite avoir terminé un nouvel album qu'il publiera à son label, Atlantic Records. Cependant, Atlantic communique à Fiasco les chansons que le label veut inclure dans son album. Fiasco décline cette proposition, par manque de droits d'auteurs. Il explique : « Je crois pas que le label se soucie de l'album... tout ce que les gens veulent, c'est leur album sur l'étagère. » Pendant six mois, la sortie de l'album est repoussée et la cause de ce retard n'est jamais communiquée. En réponse à cela, les fans de Fiasco décident de lancer une pétition en ligne exigeant la sortie de Lasers. La pétition attire l'intérêt des blogs et obtient 16 000 signatures. Fiasco explique que cette pétition lui a « fait versé quelques larmes », et décide de publier un titre B.M.F-Building Minds Faster pour remercier ses fans.
En attendant la sortie de Lasers, Fiasco termine un autre album, Food and Liquor II: The Great American Rap Album. Il n'est cependant pas certain de publier Food and Liquor II. Il se consacre également à quelques projets parallèles. En avril 2010, Fiasco forme le collectif All City Chess Club avec Pharrell, Asher Roth, B.o.B, The Cool Kids, Charles Hamilton, Blu, Diggy Simmons, Wale, J. Cole, et Dosage. Le groupe ne compte qu'une chanson, un remix de I'm Beamin de Fiasco. Le 16 juillet 2010, Fiasco publie le premier EP de son groupe Japanese Cartoon intitulé In The Jaws of the Lords of Death. Japanese Cartoon s'inspire de plusieurs genres musicaux, comme l'explique Fiasco, « J'ai toujours été attiré par tous les genres musicaux... Le hip-hop c'est ce que je sais faire de mieux, mais je m'inspire également d'autres genres. Quand je fais du hip-hop, je suis genre, 'Ok, et je fais quoi après ?' Alors mon côté créatif me dit, 'Yo, on a qu'à faire du rock. »
Plus de deux ans après avoir terminé l'album, Lasers est publié le 8 mars 2011. Le premier single s'intitule The Show Goes On qui reprend la chanson Float On de Modest Mouse. The Show Goes On débute 57e du Billboard Hot 100. Il atteint ensuite la 9e place. L'album est produit par Alex Da Kidd, King David « The Future » et Jerry « Wonda » Duplessis, et fait participer Skylar Grey, Trey Songz, et John Legend. Après publication, Lasers débute premier du Billboard 200, et compte 204 000 exemplaires écoulés dès la première semaine,. Malgré le succès commercial de l'album, Lasers est accueilli d'une manière mitigée par la presse spécialisée. Sur AllMusic, Andy Kellman attribue à l'album une note de trois étoiles sur cinq. Lasers est cependant nommé dans la catégorie « meilleur album rap » aux Grammy Awards. Lupe Fiasco s'implique plus tard dans le mouvement Occupy Wall Street.

### Food and Liquor II: The Great American Rap Album(2012–2013)
Fiasco publie Food and Liquor 2, et se lance dans un album collaboratif avec Pharell de Child Rebel Soldier et All City Chess Club. Avant la publication de l'album, il révèle qu'il n'y aura plus de mixtapes après Friend of the People: I Fight Evil, et avant la sortie de Food and Liquor II: The Great American Rap Album, prévu pour printemps 2012. Son single principal, Around My Way produit par The Simonsayz, est publié le 21 mai, qui provoque la polémique de par son utilisation de la chanson They Reminisce Over You (T.R.O.Y.) de Pete Rock. Rock explique avoir été choqué de cette reprise bien que sa chanson reprenne elle-même Tom Scott et James Brown.
Fiasco collabore avec le chanteur australien Guy Sebastian sur le single Battle Scars. Le single est enregistré à Sydney où Fiasco participait au Supafest, ainsi qu'à l'album de Sebastian Armageddon. Il débute premier des classements australiens la première semaine, et devient le premier single de Fiasco classé numéro un. Le 21 août, Battle Scars est annoncé pour le quatrième album de Fiasco, Food & Liquor II: The Great American Rap Album Pt. 1, et publié comme le quatrième single de l'album aux États-Unis le 28 août 2012,. Il atteint la 71e place du Billboard Hot 100 Chart, la 23e place des Hot Digital Songs et la première place des R&B/Hip-Hop Digital Songs,. La chanson reste 20 semaines non-consécutives au classement Billboard Hot 100, et est certifiée disque de platine,. Battle Scars reste six mois à la première place en Australie, et est certifiée 9× disque de platine par l'ARIA,. Elle atteint également la deuxième place et est certifiée disque de platine en Nouvelle-Zélande, et la deuxième place en Norvège,,
Food and Liquor II: The Great American Rap Album Pt. 1 est publié le 25 septembre 2012. Les chansons Go to Sleep et Bitch Bad sont également publiées comme singles. L'album est généralement bien accueilli par la presse spécialisée,. Sur Metacritic, l'album est noté en moyenne 76 sur 100, basée sur 18 critiques. Il est nommé dans la catégorie « meilleur album rap » à la 55e édition des Grammy Awards. À l'origine, l'album devait être publié comme double-album, mais Atlantic Records refuse l'idée et décide de diviser l'album en deux parties. La deuxième partie est confirmée pour printemps 2013. Lupe annonce une meilleure dextérité musicale et lyrique dans l'album. S1 a produit l'album. Le 17 janvier 2013, il annule la publication de la deuxième partie, qui sera remplacé par un autre album en 2013.

### Tetsuo and Youth(depuis 2013)
Le 10 février 2013, aux Grammy Awards, Fiasco annonce un cinquième album, intitulé Tetsuo and Youth. Depuis, il publie plusieurs chansons non prévues pour Tetsuo and Youth. Elles s'intitulent Light Blue et Jonylah Forever. Imogen Heap remercie Fiasco pour l'avoir citée dans son titre Form Follows Function ; Fiasco lui propose alors de participer à son album Tetsuo and Youth. Le 4 août 2013, Lupe Fiasco révèle une nouvelle chanson, Peace of Paper/Cup of Jayzus pour le 11 septembre.
Le 24 août 2013, Fiasco révèle la première chanson extraite de Tetsuo and Youth, Crack, en featuring avec Chris Brown. Puis le 3 octobre 2013, Fiasco annonce une tournée Tetsuo and Youth Preview entre le 2 novembre et le 15 décembre 2013. La tournée fait participer Stalley et The Boy Illinois. Il révèle également la date de sortie de l'album Tetsuo and Youth pour début 2014, puis pour 2015. Le 14 octobre 2013, Fiasco publie la supposée première chanson de l'album, Old School Love, avec Ed Sheeran. Le 21 octobre 2013, Fiasco révèle la participation de Big K.R.I.T. et Rick Ross à l'album.
Le 19 mai 2014, Fiasco publie son premier single promotionnel avant la liste des titres de l'album. La chanson Mission « a pour but de donner de la force à ceux confrontés au cancer, féliciter ceux qui ont réussi à se battre, et se rappeler ceux qui en sont morts », il explique. Le 24 juin 2014, Fiasco publie un deuxième single intitulé Next to It avec Ty Dolla Sign. À cause des émeutes de Ferguson en 2014, Lupe Fiasco finit par se confronter sur Twitter avec les rappeurs Azealia Banks et Kid Cudi. Depuis, ces confrontations entre Kid Cudi et Lupe Fiasco se seraient multipliées. Le 29 août 2015, Lupe surprend les fans avec une nouvelle mixtape, Pharaoh Height, avec six nouveaux titres ayant pour thème l'Égypte antique.

## Engagement
Lupe Fiasco est un artiste engagé qui dévoile de plus en plus ses opinions dans ses textes. Il se dit sympathisant de la cause anarchiste, la pochette de son album Lasers contient le A encerclé, symbole du mouvement anarchiste, et une mixtape sortie en 2010 se nomme Enemy of the State: A Love Story. Il est l'un des premiers, en septembre 2011, à soutenir le mouvement Occupy Wall Street. Dès le 14 septembre, soit trois jours avant le début du mouvement d'occupation, il publie un message de soutien sur son site.
Il critique vigoureusement Barack Obama et sa politique. Dans une interview donnée à CBS en juin 2011, il déclare : « Obama est le plus grand terroriste des États-Unis. J'essaie de combattre le terrorisme qui est réellement la cause de toutes les autres formes de terrorisme. Vous savez, l'origine du terrorisme ce sont toutes ces choses que le gouvernement américain fait, notamment les politiques étrangères qu'il met en place dans différents pays et qui conduisent les gens à devenir des terroristes,. »
Le 30 janvier 2013, durant l'inauguration du second mandat d'Obama à Washington, il est expulsé de la scène par le service de sécurité pour avoir chanté une version de Words I Never Said contenant des paroles anti-Obama.

## Discographie

### Albums studio
- 2006 : Food and Liquor
- 2008 : Lupe Fiasco's the Cool
- 2011 : Lasers
- 2012 : Food and Liquor II: The Great American Rap Album Pt. 1
- 2015 : Tetsuo and Youth[81]
- 2017 : Drogas Light (en)
- 2018 : Drogas Wave (en)
- 2022 : Drill Music in Zion
- 2024 : Samurai

### Mixtapes
- 2006 : Fahrenheit 1/15 Part I: The Truth Is Among Us
- 2006 : Fahrenheit 1/15 Part II: Revenge of the Nerds
- 2006 : Fahrenheit 1/15 Part III: A Rhyming Ape
- 2006 : Lupe Fiasco: Touch the Sky (Hosted by DJ E Nyce)
- 2006 : Lupe the Jedi
- 2006 : Nerds in Paradise
- 2006 : DigitalJunkeez.com Presents... Lupe Fiasco "The Great"
- 2006 : Chi-Town Guevara
- 2006 : Mick Boogie and Lupe Fiasco: It Was Written...
- 2006 : Lupe Fiasco: Trials and Tribulations Vol. 1
- 2006 : RBK Artists Spotlight Vol. 1 (Hosted by Lupe Fiasco)
- 2006 : 2K Sports Mixtape (Hosted by Clinton Sparks)
- 2006 : Rise of the Phynx: The Mixtape
- 2006 : DJ Exclusive Presents Lupe Fiasco: Street Smart
- 2006 : Lupe Fiasco: Muhammed Walks
- 2007 : Fahrenheit 1/15 Part III: A Rhyming Ape Special Re-Release
- 2007 : Lupe Fiasco & DJ WunderKidd: A Real MC
- 2007 : Lupe Fiasco: Da Exam
- 2007 : Lupe Fiasco: The Coolest Mixtape
- 2008 : Lupe Fiasco: Follow The Leader
- 2008 : Lupe Fiasco: Xtreme
- 2009 : Lupe Fiasco & DJ Stupac : Super Fiasco Bros
- 2009 : Lupe Fiasco: Ennemy of the State: A Love Story
- 2010 : Lupe Fiasco: Before There Were Lasers
- 2011 : Lupe Fiasco: Friends of the People

### Singles
- 2006 : Kick, Push
- 2006 : Daydreamin'
- 2006 : I Gotcha
- 2006 : The Instrumental
- 2007 : Dumb It Down
- 2007 : Superstar
- 2008 : Paris Tokyo
- 2008 : Hip Hop Saved My Life
- 2009 : Shining Down
- 2010 : I'm Beamin
- 2010 : Horn Synth
- 2011 : Words I Never Said featuring Skylar Grey
- 2011 : The Show Goes On
- 2011 : Lightwork featuring Ellie Goulding
- 2012 : Battle Scars featuring Guy Sebastian
- 2012 : Bitch Bad
- 2012 : Around My Way (Freedom Ain't Free)
- 2014 : Mission[82]
- 2015 : Stellar Light

### Singles collaboratifs
- 2002 : Kiss Me de Tha' Rayne featuring Lupe Fiasco
- 2003 : This Life de K-Fox featuring Lupe Fiasco
- 2003 : Didn't You Know de Tha' Rayne, Joe Budden & Lupe Fiasco
- 2005 : Touch the Sky de Kanye West featuring Lupe Fiasco
- 2005 : Be Somebody de Fort Minor featuring Holly Brook, Lupe Fiasco et Tak
- 2006 : Catch Me de Dan the Automator, Lupe Fiasco et Evidence
- 2006 : I Am Commin (Freestyle) de Cache 22 featuring Lupe Fiasco
- 2006 : Change de Joy Denalane featuring Lupe Fiasco
- 2006 : Kids With Guns de Jet Phynx featuring Lupe Fiasco
- 2006 : Can You Feel It de Jet Phynx featuring Lupe Fiasco
- 2006 : Mean and Vicious de Naledge featuring Lupe Fiasco (Produit par Prolyfic)
- 2006 : Spraypaint & Inkpens de Fort Minor featuring Ghostface Killah et Lupe Fiasco
- 2007 : Up to Me de Kev Samples featuring Lupe Fiasco (Produit par Scott Storch)
- 2007 : Buddy (Remix) de Musiq Soulchild featuring Lupe Fiasco
- 2007 : We All Want the Same Thing de Kevin Michael featuring Lupe Fiasco
- 2007 : We On de Gemini featuring Lupe Fiasco
- 2007 : City Wings de Big O featuring Lupe Fiasco
- 2007 : Run Away Love de DOUBLE featuring Lupe Fiasco
- 2007 : Arms Race (Remix) de Fall Out Boy featuring Kanye West, Travis de Gym Class Heroes, Tyga, Lupe Fiasco, Paul Wall, Skinhead Rob et Lil Wayne
- 2007 : Can You Let Me Know de DJ Deckstream featuring Lupe Fiasco, Verbal et Sarah Green
- 2007 : Know My Name de Blake Lewis featuring Lupe Fiasco
- 2008 : Peace de William Giovanni featuring Lupe Fiasco (Produit par William Giovanni)
- 2008 : Superstar featuring Matthew Santos
- 2008 : Swag on 'em de Bun B featuring Lupe Fiasco